# Pougne-Hérisson
Pougne-Hérisson è un comune francese di 370 abitanti situato nel dipartimento delle Deux-Sèvres nella regione della Nuova Aquitania.

## Società

### Evoluzione demografica
Abitanti censiti